# 喀西茄
喀西茄（学名： Jacq.）为茄科茄属下的一个种。

## 扩展阅读
- 維基物種上的相關：喀西茄
- 维基共享资源上的相關多媒體資源：喀西茄